# Dade County (Missouri)
Dade County is een county in de Amerikaanse staat Missouri.
De county heeft een landoppervlakte van 1.270 km² en telt 7.923 inwoners (volkstelling 2000). De hoofdplaats is Greenfield.